# Camponotus falco
Camponotus falco é uma espécie de inseto do gênero Camponotus, pertencente à família Formicidae.